# زیردریایی کلاس گال
زیردریایی کلاس گال (به انگلیسی: Gal-class submarine) یک کلاس از زیردریایی است که طول آن 45 m می‌باشد.